# Зіткнення з майбутнім
«Зіткнення з майбутнім» (англ. Future Shock) — американський фантастичний фільм жахів 1994 року.

## Сюжет
Фантастичний фільм, який складається з трьох частин, об'єднаних однією темою. Герої коротких історій мучаться від нав'язливих страхів, а лікар-психіатр допомагає їм від них позбутися за допомогою фантастичного пристрою, схожого на віртуальну реальність. Тільки хворим здається, що все, що вони переживають, відбувається насправді.

## У ролях
- Вівіан Шиллінг — Дженні Портер
- Мартін Коув — доктор Ленгдон
- Брайон Джеймс — Джек Портер
- Сідні Лессік — містер Джонсон
- Макс Джон Джеймс — секретар
- Ерік Паркінсон — диктор
- Марк Хертл — бізнесмен
- Сара Кайте Кохлан — доктор Лейн
- Ленс Аугуст — жертва експерименту
- Девід Веллс — доктор Еванс
- Коллін Бернсен — технік
- Джералд Бродін — оператор комп'ютеру
- Джулі Стрейн — танцівниця
- Девід «Шарк» Фралік — танцюрист
- Білл Пекстон — Вінс
- Скотт Томпсон — Джорджі
- Джеймс Карен — Кефке
- Брайан Брофі — Веллс
- Чарльз Босуелл — детектив 1
- Скотт Вільямсон — детектив 3
- Кріс Раян — власник магазину
- Лорел Ланкастер — мати
- Абла Франческа — доктор
- Том Кренц — Джорджі 2
- Сем Клей — Стівен Форест
- Аманда Формен — Паула
- Тім Дойл — Маршалл
- Девід Бове — Фред
- Хел Александр — Лу Форест
- Пет Александр — Елфі Форест
- Тельма Лі — тітонька Карла